# 2023년 강화 지진

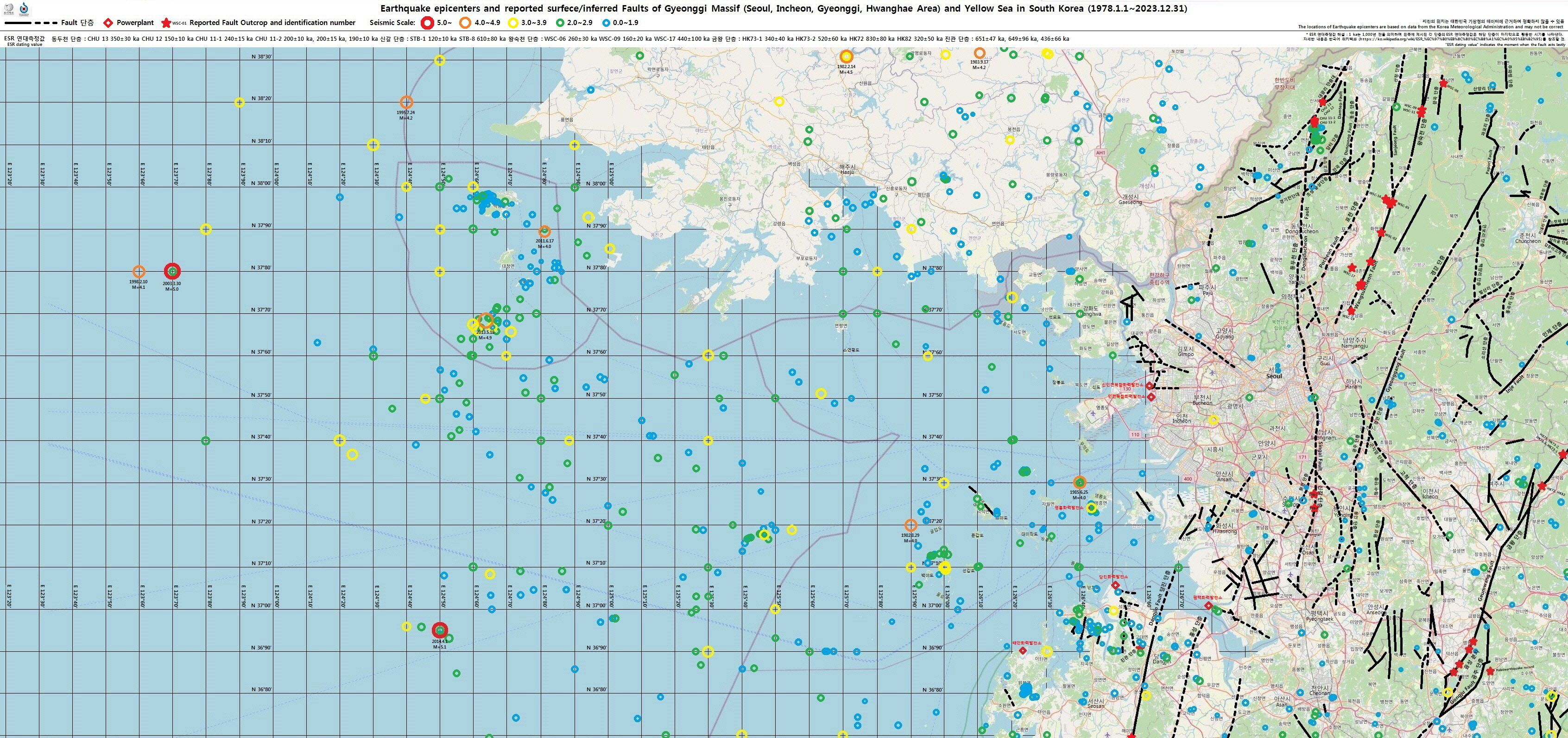
인천광역시 해역의 지진 (1978-2023)

2023년 강화 지진은 2023년 1월 9일 오전 1시 28분 인천광역시 강화군 서쪽 25km 해역에서 발생한 규모 3.7의 지진이다.

## 지진

인천 지진의 계기진도 분포도

이 지진의 발생 시각은 2023년 1월 9일 오전 1시 28분 15초이다. 국지 규모는 3.6~3.7이고, 깊이는 19km이며, 최대진도는 수정 메르칼리 진도 계급으로 IV였다. (PGA 0.81%g) 이 지진은 북한의 예성강 지역에서 강화도 북서쪽 서해안으로 빠져나가는 예성강 단층의 영향일 가능성이 높다.  기상청은 국내 지진이 통상적으로 8~15 km에서 일어나는 것과 달리 이번 지진의 깊이는 19 km로 이례적이라면서도 일반적으로 발생하는 지진 중 하나라는 분석 결과를 내놓았다.

### 신속 정보

인천 지진의 예상 진도 분포도

이 지진은 규모 3.5 이상에서 발표되는 신속 정보에서 발생 시각은 오전 1시 28분 15초로 추정되었고 규모는 4.0으로 추정되었으며, 최대진도와 깊이는 각각 IV와 19km로 추정되었다.

## 발진기구

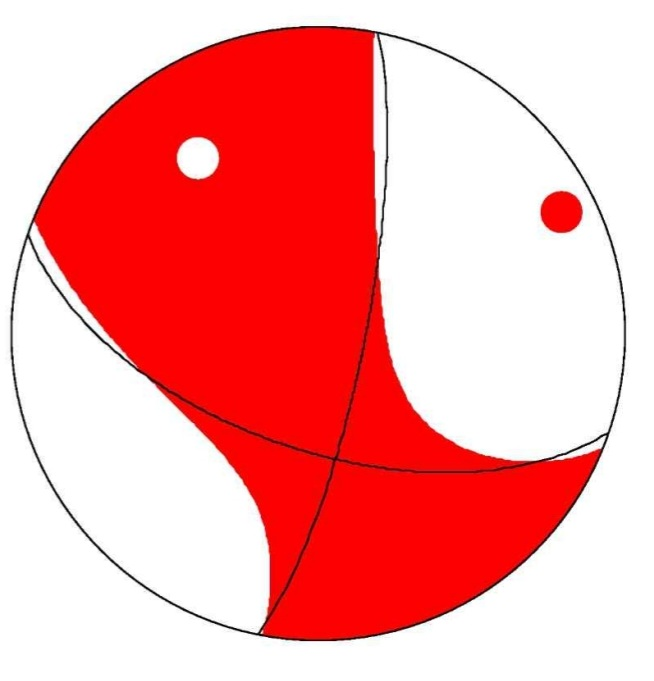
2023년 인천 규모 3.7 지진의 발진기구

이 지진의 발진기구는 단층이 북북동-남남서 방향 또는 동남동-서북서 방향으로 압력을 받은 주향이동단층으로 분석되었으며, 분석 신뢰도는 53.9%이다. 또한 모멘트 규모는 3.5이다.

## 같이 보기
- 한국의 지진
- 한국의 지진 목록